# Kanton Kingersheim
Der Kanton Kingersheim ist seit 2015 ein Kanton im Arrondissement Mulhouse im Département Haut-Rhin in der Region Grand Est in Frankreich.

## Geschichte
Der Kanton wurde anlässlich der kantonalen Gebietsreform, die am 22. März 2015 in Kraft trat, neu gebildet.

## Geografie
Der Kanton Kingersheim grenzt im Norden an den Kanton Wittenheim, im Osten an die Kantone Mulhouse-1, Mulhouse-2 und Mulhouse-3, im Südosten an den Kanton Brunstatt-Didenheim, im Süden an den Kanton Altkirch, im Südwesten an den Kanton Masevaux-Niederbruck sowie im Nordwesten an den Kanton Cernay.

## Gemeinden
Der Kanton besteht aus acht Gemeinden mit insgesamt 41.801 Einwohnern (Stand: 1. Januar 2022) auf einer Gesamtfläche von 68,08 km²:
| Gemeinde            | Elsässisch         | Deutsch      | Einwohner (2022) | Fläche (km²) | Code postal | Code Insee |
| ------------------- | ------------------ | ------------ | ---------------- | ------------ | ----------- | ---------- |
| Galfingue           | Gàlfìnge           | Galfingen    | 806              | 5,36         | 68990       | 68101      |
| Heimsbrunn          | Hemschprung        | Heimsbrunn   | 1.325            | 10,59        | 68990       | 68129      |
| Kingersheim         | Kìngerscha         | Kingersheim  | 13.265           | 6,69         | 68260       | 68166      |
| Lutterbach          | Lütterbàch         | Lutterbach   | 6.755            | 8,56         | 68460       | 68195      |
| Morschwiller-le-Bas | Needermorschwìller | Morschweiler | 3.666            | 7,55         | 68790       | 68218      |
| Pfastatt            | Pfàscht            | Pfastatt     | 10.275           | 5,24         | 68120       | 68256      |
| Reiningue           | Rainige            | Reiningen    | 1.923            | 18,54        | 68950       | 68267      |
| Richwiller          | Richwiller         | Reichweiler  | 3.786            | 5,55         | 68120       | 68270      |
| Kanton Kingersheim  | Kìngerscha         | Kingersheim  | 41.801           | 68,08        | -           | 6808       |

## Politik
Im 1. Wahlgang am 22. März 2015 erreichte keines der fünf Wahlpaare die absolute Mehrheit. Bei der Stichwahl am 29. März 2015 gewann das Gespann Vincent Hagenbach/Josiane Mehlen-Vetter (beide UD) gegen Violanda Hencky/Christopher Pornain (beide FN) mit einem Stimmenanteil von 63,26 % (Wahlbeteiligung:46,70 %).
Seit 2015 hat der Kanton folgende Abgeordnete im Rat des Départements:
| Vertreter im conseil général des Départements | Vertreter im conseil général des Départements | Vertreter im conseil général des Départements |
| Amtszeit                                      | Name                                          | Partei                                        |
| --------------------------------------------- | --------------------------------------------- | --------------------------------------------- |
| 2015–                                         | Vincent Hagenbach Josiane Mehlen-Vetter       | Union de la droite                            |